# Nakagawa Kiyohide
Pour les articles homonymes, voir Nakagawa (homonymie).
Nakagawa Kiyohide est un nom japonais traditionnel ; le nom de famille (ou le nom d'école), Nakagawa, précède donc le prénom (ou le nom d'artiste) Kiyohide.
Nakagawa Kiyohide (中川 清秀, 1542-6 juin 1583) est un samouraï de l'époque Azuchi Momoyama. Son nom d'enfance est « Nakagawa Toranosuke » (中川 虎之助) et son nom d'usage « Nakagawa Sebe » (中川 瀬兵衛). Son père est Nakagawa Shigekiyo. Nakagawa Hidemasa et Nakagawa Hidenari sont ses fils. L'épouse de Furuta Oribe est la sœur cadette de Kiyohide.
Kiyohide est d'abord au service d'Ikeda Katsumasa, issu d'un puissant clan de la province de Settsu. Il devient ensuite indépendant en compagnie d'Araki Murashige et Takayama Ukon dans la province de Settsu. Lorsqu'Oda Nobunaga entre avec son armée dans Kyoto, Kiyohide se rend et se met à son service. En 1572, lui et Murashige tuent Wada Koremasa.
En 1578, quand Murashige se rebelle contre Nobunaga, Kiyohide, agissant de concert, se révolte aussi. Toutefois, lorsque Nobunaga vient l'attaquer avec une grande armée, Kiyohide se rend et attaque Murashige à la place. Après que Murashige a été vaincu, Kiyohide participe à diverses batailles sous le commandement de Niwa Nagashige et Ikeda Tsuneoki.
En 1582, il sert Hashiba Hideyoshi après la mort de Nobunaga et prend part à la bataille de Yamazaki.
En 1583, il fait partie de la deuxième avant-garde de la force de Hideyoshi à la bataille de Shizugatake et occupe le fort d'Oiwayama Oiwayama-toride (大岩山砦) avec Takayama Ukon et Miyoshi Hidetsugu. Sakuma Morimasa, courageux commandant de Shibata Katsuie, renforce alors son attaque et Kiyohide meurt au combat à l'âge de 42 ans. Sa tombe se trouve au Bairin-ji (梅林寺) à Ibaraki dans la préfecture d'Osaka.
Hidenari, son second fils, devient par la suite le premier chef du clan Oka dans la province de Bungo. Le clan Oka perdure jusqu'à l'ère Meiji.

## Source de la traduction
- (en) Cet article est partiellement ou en totalité issu de l’article de Wikipédia en anglais intitulé « Nakagawa Kiyohide » (voir la liste des auteurs).